# Инцидент у моста Лугоуцяо

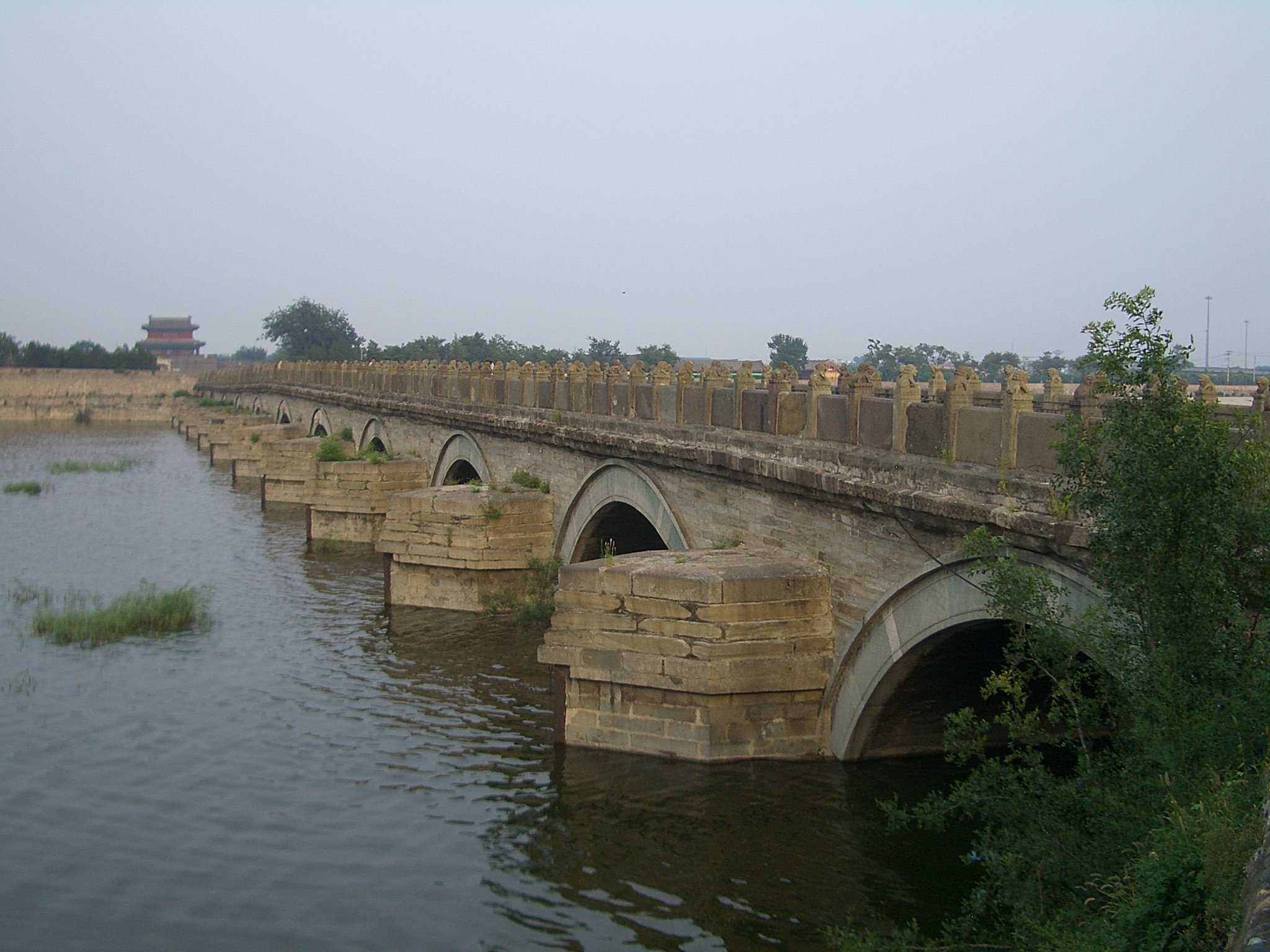
Мост Лугоу. Башня над западными воротами крепости Ваньпин видна у дальнего (восточного) конца моста.

Лугоуцяоский инцидент, Лугоуцяо инцидент, Инцидент на мосту Марко Поло — стычка между солдатами японской Гарнизонной армии в Китае и ротой китайских войск, охранявшей мост Лугоу, произошедшая 7 июля 1937 года. Этот инцидент послужил для японцев формальным поводом для начала Второй японо-китайской войны.

## Военно-политическая ситуация
В 1931 году Япония оккупировала Маньчжурию и создала марионеточное государство Маньчжоу-го во главе с Пу И (последним императором династии Цин). Это государство не было признано ни Гоминьданом, ни международным сообществом, но с 1931 года действовало перемирие. В конце 1932 года японская Квантунская армия вторглась в провинцию Жэхэ, встретив сопротивление 29 корпуса армии Гоминьдана под командованием генерала Сун Чжэюаня. После операции, известной как Защита Великой Китайской Стены, в которой Япония одержала победу, территории к западу от Пекина попали в сферу влияния Японии. В 1933 году провинция Жэхэ была включена в Маньчжоу-го под предлогом усиления безопасности. 9 июня 1935 года было подписано японо-китайское соглашение, известное как соглашение Хэ-Умэдзу, признающее японскую оккупацию провинций Хэбэй и Чахар.
В ноябре 1935 года при поддержке Японии было провозглашено создание независимого государства в восточной части провинции Хэбэй. К началу 1937 года Япония контролировала все территории к западу, северу и востоку от Пекина.
В соответствии с условиями «Заключительного протокола» от 7 сентября 1901 года Китай гарантировал его подписантам право держать войска в 12 пунктах вдоль железной дороги, соединяющей Пекин с Тяньцзинем. В соответствии с дополнительным соглашением от 15 июля 1902 года эти войска имели право проводить манёвры, не ставя в известность представителей других стран. К июлю 1937 года Япония имела там от 7 до 15 тысяч человек, в основном размещённых вдоль железных дорог. Это количество войск в несколько раз превышало число размещённых там войск европейских держав, а также пределы, установленные «Заключительным протоколом».

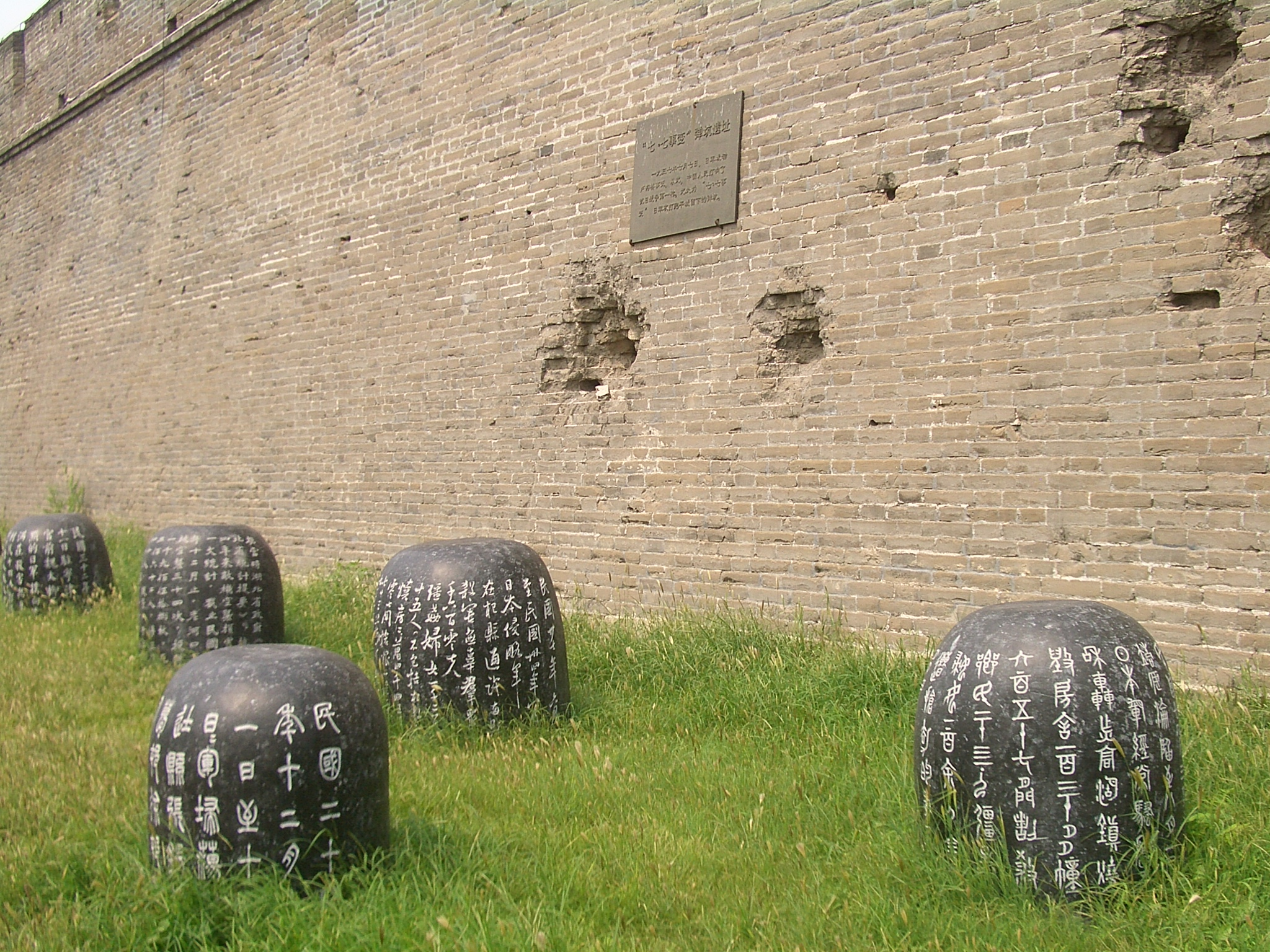
Выбоины от японских снарядов на стене крепости Ваньпин у моста Лугоу отмечены мемориальной доской. На установленных рядом с стеной мемориальных камнях в форме традиционных ритуальных барабанов высечена на китайском языке история нападения японской армии на город Ваньпин 7 июля 1937 года.

Мост Лугоу находится в южном пригороде Пекина Фэнтай, и проходит над рекой Юндинхэ. В момент событий, защиту Пекина гарантировали четыре стратегические пункта: с востока — город Тунчжоу, с северо-запада — город Нанькоу, с юга — город Фэнтай, и с юго-запада — мост Лугоу. По мосту проходила дорога из Пекина на Ухань — единственный транспортный путь, связывавший Пекин с частью Китая, контролируемой Гоминьданом. Перед началом инцидента японская армия контролировала восточный, северо-западный и южный пункты, а также западный конец моста, Гоминьдан — восточный конец моста (крепость Ваньпин). Если мост переходил под контроль японской армии — Пекин оказывался полностью отрезанным от Китая и был бы немедленно занят японцами.

### Положение сторон
Китайская армия в Северном Китае была вооружена в основном саблями и устаревшими ружьями, солдаты были набраны из крестьян и преступников, и, тем самым, китайская армия существенно уступала хорошо обученной и вооружённой японской армии. Единственными преимуществами китайской армии были численное превосходство и хорошее знание местности.
Японцы стремились прежде всего захватить китайские города, так как в равнинной сельской местности китайские войска, практически не имевшие боевой авиации и противотанкового оружия, уже не могли бы ничего противопоставить японской армии.

## Ход боя

### Фаза I
С конца июня 1937 года японские войска численностью несколько сотен, размещённые у западного конца моста, проводили учения, в то время как силы Гоминьдана, расквартированные в городе-крепости Ваньпин, внимательно за ними наблюдали. На рассвете 7 июля японская армия отправила силам Гоминьдана телефонограмму, в которой сообщала, что японский солдат пропал без вести и предположительно взят в заложники и содержится в Ваньпине. Армия требовала разрешения войти в город на поиски солдата. (Впоследствии солдат был обнаружен, никакого вреда ему не было причинено.) В данный момент нет консенсуса относительно того, было ли похищение ненамеренным, или было ли оно провокацией, инспирированной японской армией с тем, чтобы начать войну. Некоторые японские историки считают, что инцидент был инспирирован Коммунистической партией Китая с целью ослабления как Японии, так и Гоминьдана.
Полковник Цзи Синвэнь (219-й полк 37-й дивизии 29-й армии) по приказу своего начальника, генерала Цинь Дэчуня, отклонил требование. Вечером 7 июля Мацуи вручил Циню ультиматум, требующий от Гоминьдана допуска в город в течение часа. В противном случае предполагался обстрел города. В момент передачи ультиматума японская артиллерия уже была нацелена на город. В полночь 8 июля японская артиллерия начала обстрел города, а танки и пехота вошли на мост. Цзи по приказу Циня двинул свои войска, численностью около 1000 человек, с приказом защитить мост любой ценой. Во второй половине дня японские войска частично удерживали мост, но на следующий день войска Гоминьдана получили подкрепление и полностью установили контроль над мостом. Японская армия предложила переговоры, что является концом фазы I. Тем не менее японские войска продолжали находиться около западного конца моста.

### Фаза II
Во время совещания высших офицеров 29-й армии Гоминьдана в Пекине 12 июля мнения разделились. Цинь считал, что японцам доверять нельзя, и следует защищать мост до последнего, не предлагая переговоры. Чжэнь выступил за переговоры, и генерал Сун отправил его в качестве представителя Гоминьдана в Тяньцзинь на встречу с генералом Хасимото, командующим всеми японскими войсками в областях около Пекина и Тяньцзиня.
В начале переговоров Хасимото сообщил Чжэню, что, по его мнению, инцидент мог бы быть решён мирным путём. Чжэнь телеграфировал Суну, что дальнейшая концентрация войск Гоминьдана около Пекина может быть расценена японцами как недружественная. Тем не менее, поскольку в то же время Сун получал сообщения о передислокации японских войск из Маньчжурии и Кореи к Пекину, он счёл ход переговоров оттягиванием времени со стороны Японии и приказал передислоцировать в зону инцидента 132-ю дивизию для возможного сдерживания японских войск.
29-я армия Гоминьдана, как и другие китайские войска, была плохо экипирована, кроме того, Чан Кайши не обеспечил ей должной поддержки, так как она в основном состояла из частей, лояльных его политическому противнику Фэн Юйсяну.
Японцы обещали не нападать на Пекин и Тяньцзинь при выполнении следующих условий:
1. Гоминьдан должен выдворить из городов все антияпонские организации и прекратить антияпонские выступления;
2. Гоминьдан должен взять всю ответственность за инцидент 7 июля;
3. Сун, а не какой-либо нижестоящий офицер, должен лично извиниться.

Чжэнь согласился с первым условием, а командир батальона должен был быть освобождён от должности в качестве согласия со вторым условием. Однако Чжэнь сообщил Хасимото, что он не может решить за Суна, и тем самым не может принять третье условие. Хасимото дал понять Чжэню, что японцы предпочли бы видеть его в качестве главы Пекина. Затем Чжэнь вернулся в Пекин. Сразу после этого японские войска развернули широкомасштабное наступление на Пекин. Через три дня они заняли мост и город Ваньпин, на следующий день после этого — город Наньюань. Через несколько дней Сун подал в отставку со всех невоенных постов и назначил на эти посты Чжэня, который также стал мэром Пекина. Затем Цинь и Сун вывели 29-ю армию из города, оставив Чжэня фактически без войск. 8 августа японские войска вошли в Пекин практически без сопротивления и назначили Чжэня мэром. Тем не менее, Чжэнь был разочарован и считал, что его предали. Он тайно покинул город через неделю.

## Результаты
После оставления китайскими войсками в конце июля-начале августа Пекина и Тяньцзиня, северный Китай остался полностью беззащитным против японских механизированных частей, которые полностью оккупировали его к концу года. Китайские войска постоянно отступали до того, как одержали победу над Японией в сражении при Тайэрчжуане.
Некоторые историки считают, что Чжэнь и Сун заранее договорились о передаче Чжэню поста мэра Пекина, с тем, чтобы Сун и Цинь могли бы вывести 29-ю армию из города без потерь. Другие считают, что японцы предали Чжэня, перейдя в наступление после того, как Гоминьдан выполнил все условия ультиматума. Китайская пресса крайне негативно отнеслась к роли Чжэня в инциденте, некоторые газеты даже заклеймили его как изменника. Прибыв в Нанкин после своего бегства из Пекина, он публично извинился, а позже погиб, сражаясь против японских войск.

## Распространённые названия инцидента
В англоязычной литературе:
- - Battle of Lugou Bridge (Битва на мосту Лугоу)

В Китае:
- - Инцидент 7 июля (七七事变/七七事變 Пиньинь: Qīqī Shìbiàn)
  - Инцидент на мосту Лугоу (卢沟桥事变/蘆溝橋事變 Lúgōu qiáo Shìbiàn)
  - Лугоу 7 июля (七七卢沟桥/七七蘆溝橋 Qīqī Lúgōu qiáo)

В Японии:
- - Событие на мосту Роко (盧溝橋事件 Rokōkyō Jiken)
  - Инцидент на мосту Роко (盧溝橋事変 Rokōkyō Jihen)